# ينس ديكر
ينس ديكر (بالهولندية: Jens Dekker)‏ هو دراج هولندي، ولد في 13 ديسمبر 1998.

## وصلات خارجية
- ينس ديكر على موقع الاتحاد الدولي للدراجات (الإنجليزية)
- ينس ديكر على موقع أرشيف الدراجات (الإنجليزية)
- ينس ديكر على موقع إحصائيات الدراجات الإحترافية (الإنجليزية)
- ينس ديكر على موقع نسبة الدراجات (الإنجليزية)